# Карамоко Сіссе
Карамоко Сіссе (фр. Karamoko Cissé, нар. 14 листопада 1988, Кубія, Гвінея) — гвінейський футболіст, нападник клубу «Юве Стабія». Виступав за національну збірну Гвінеї.

## Клубна кар'єра
У дорослому футболі дебютував 2006 року виступами за команду клубу «Аталанта», в якій провів один сезон, взявши участь у трьох матчах чемпіонату. 
Протягом сезону 2007–2008 грав у складі команд клубу «Верона».
Своєю грою за останню команду привернув увагу представників тренерського штабу клубу «АльбіноЛеффе», до складу якого приєднався 2009 року. Відіграв за команду з Альбіно та Леффе наступні п'ять сезонів своєї ігрової кар'єри.
Протягом сезону 2014—2015 захищав кольори команди клубу «Казертана».
2015 року став гравцем команди «Беневенто», у складі якої за два сезони подолав шлях від третього італійського дивізіону до Серії A. Утім в елітному дивізіоні тренерський штаб команди на гвінейця не розраховував, тож Сіссе продовжив змагатися у другому дивізіоні, ставши у серпні 2017 року гравцем «Барі», а ще за рік перейшовши до «Верони» з тієї ж Серії B.
У веронській команді не зміг отримати місце в основному складі і 2019 року був відданий в оренду спочатку до «Карпі», а згодом до «Юве Стабія».

## Виступи за збірну
2008 року дебютував в офіційних матчах у складі національної збірної Гвінеї. Станом на 8 червня 2017 року провів у формі головної команди країни 19 матчів, забивши 3 голи.
У складі збірної був учасником Кубка африканських націй 2008 року в Гані.

## Статистика виступів

### Статистика клубних виступів
Станом на 20 серпня 2019 року
| Сезон                    | Команда                  | Чемпіонат                | Чемпіонат | Чемпіонат | Національний кубок | Національний кубок | Національний кубок | Континентальні кубки | Континентальні кубки | Континентальні кубки | Інші змагання | Інші змагання | Інші змагання | Усього | Усього |
| Сезон                    | Команда                  | Ліга                     | Ігор      | Голів     | Ліга               | Ігор               | Голів              | Ліга                 | Ігор                 | Голів                | Ліга          | Ігор          | Голів         | Ігор   | Голів  |
| ------------------------ | ------------------------ | ------------------------ | --------- | --------- | ------------------ | ------------------ | ------------------ | -------------------- | -------------------- | -------------------- | ------------- | ------------- | ------------- | ------ | ------ |
| 2006–07                  | «Аталанта»               | A                        | 3         | 0         | КІ                 | 0                  | 0                  | -                    | -                    | -                    | -             | -             | -             | 3      | 0      |
| 2007–08                  | «Верона»                 | C1                       | 23+2      | 1         | CI-C               | 0                  | 0                  | -                    | -                    | -                    | -             | -             | -             | 25     | 1      |
| 2008-січ. 2009           | «Аталанта»               | A                        | 0         | 0         | КІ                 | 0                  | 0                  | -                    | -                    | -                    | -             | -             | -             | 0      | 0      |
| Усього за «Аталанту»     | Усього за «Аталанту»     | Усього за «Аталанту»     | 3         | 0         |                    | 0                  | 0                  |                      | -                    | -                    |               | -             | -             | 3      | 0      |
| січ.-лип. 2009           | «АльбіноЛеффе»           | B                        | 15        | 2         | КІ                 | -                  | -                  | -                    | -                    | -                    | -             | -             | -             | 15     | 2      |
| 2009–10                  | «АльбіноЛеффе»           | B                        | 11        | 1         | КІ                 | 0                  | 0                  | -                    | -                    | -                    | -             | -             | -             | 11     | 1      |
| 2010–11                  | «АльбіноЛеффе»           | B                        | 21+2      | 4         | КІ                 | 2                  | 1                  | -                    | -                    | -                    | -             | -             | -             | 25     | 5      |
| 2011–12                  | «АльбіноЛеффе»           | B                        | 19        | 3         | КІ                 | 0                  | 0                  | -                    | -                    | -                    | -             | -             | -             | 19     | 3      |
| 2012–13                  | «АльбіноЛеффе»           | 1D                       | 17        | 5         | КІ+CI-LP           | 1+1                | 0                  | -                    | -                    | -                    | -             | -             | -             | 19     | 5      |
| 2013–14                  | «АльбіноЛеффе»           | 1D                       | 14+1      | 2+2       | КІ+CI-LP           | 2+0                | 1                  | -                    | -                    | -                    | -             | -             | -             | 17     | 5      |
| Усього за «АльбіноЛеффе» | Усього за «АльбіноЛеффе» | Усього за «АльбіноЛеффе» | 97+3      | 19        |                    | 6                  | 2                  |                      | -                    | -                    |               | -             | -             | 106    | 21     |
| 2014–15                  | «Казертана»              | ЛП                       | 25        | 12        | КІ+CI-LP           | 2+1                | 0                  | -                    | -                    | -                    | -             | -             | -             | 28     | 12     |
| 2015–16                  | «Беневенто»              | LP                       | 25        | 7         | КІ+CI-LP           | 1+2                | 0+4                | -                    | -                    | -                    | -             | -             | -             | 28     | 11     |
| 2016–17                  | «Беневенто»              | B                        | 27+3      | 4         | КІ                 | 0                  | 0                  | -                    | -                    | -                    | -             | -             | -             | 30     | 4      |
| серп. 2017               | «Беневенто»              | A                        | 2         | 0         | КІ                 | 0                  | 0                  | -                    | -                    | -                    | -             | -             | -             | 2      | 0      |
| Усього за «Беневенто»    | Усього за «Беневенто»    | Усього за «Беневенто»    | 54+3      | 12        |                    | 3                  | 4                  |                      | -                    | -                    |               | -             | -             | 60     | 16     |
| 2017–18                  | «Барі»                   | B                        | 32+1      | 4         | КІ                 | 0                  | 0                  | -                    | -                    | -                    | -             | -             | -             | 33     | 4      |
| 2018-січ. 2019           | «Верона»                 | B                        | 6         | 0         | КІ                 | 0                  | 0                  | -                    | -                    | -                    | -             | -             | -             | 6      | 0      |
| Усього за «Верону»       | Усього за «Верону»       | Усього за «Верону»       | 29+2      | 1         |                    | 0                  | 0                  |                      | -                    | -                    |               | -             | -             | 31     | 1      |
| січ.-черв. 2019          | «Карпі»                  | B                        | 9         | 3         | КІ                 | 0                  | 0                  | -                    | -                    | -                    | -             | -             | -             | 9      | 3      |
| 2019–20                  | «Юве Стабія»             | B                        | 0         | 0         | КІ                 | 0                  | 0                  | -                    | -                    | -                    | -             | -             | -             | 0      | 0      |
| Усього за кар'єру        | Усього за кар'єру        | Усього за кар'єру        | 247+9     | 51        |                    | 12                 | 6                  |                      | -                    | -                    |               | -             | -             | 268    | 57     |

### Статистика виступів за збірну
| Дата       | Місто                | Господарі    | Результат | Гості        | Турнір                                      | Голи | Примітки |
| ---------- | -------------------- | ------------ | --------- | ------------ | ------------------------------------------- | ---- | -------- |
| 20-11-2007 | Мелен (Сена і Марна) | Ангола       | 0 – 3     | Гвінея       | товариський матч                            | 1    |          |
| 20-1-2008  | Аккра                | Гана         | 2 – 1     | Гвінея       | Кубок африканських націй 2008 - 1-й етап    | -    |          |
| 24-1-2008  | Аккра                | Гвінея       | 3 – 2     | Марокко      | Кубок африканських націй 2008 - 1-й етап    | -    |          |
| 28-1-2008  | Аккра                | Гвінея       | 1 – 1     | Намібія      | Кубок африканських націй 2008 - 1-й етап    | -    |          |
| 3-2-2008   | Секонді-Такораді     | Кот-д'Івуар  | 5 – 0     | Гвінея       | Кубок африканських націй 2008 - чвертьфінал | -    |          |
| 25-3-2008  | Монтрей              | Гвінея       | 2 – 0     | Того         | товариський матч                            | -    |          |
| 1-6-2008   | Конакрі              | Гвінея       | 0 – 0     | Зімбабве     | Відбір до ЧС 2010                           | -    |          |
| 11-2-2009  | Бондуфль             | Камерун      | 3 – 1     | Гвінея       | товариський матч                            | -    |          |
| 28-3-2009  | Уагадугу             | Буркіна-Фасо | 4 – 2     | Гвінея       | Відбір до ЧС 2010                           | -    |          |
| 7-6-2009   | Конакрі              | Гвінея       | 1 – 2     | Кот-д'Івуар  | Відбір до ЧС 2010                           | -    |          |
| 21-6-2009  | Конакрі              | Гвінея       | 2 – 1     | Малаві       | Відбір до ЧС 2010                           | -    |          |
| 12-8-2009  | Каїр                 | Єгипет       | 3 – 3     | Гвінея       | товариський матч                            | -    |          |
| 5-9-2010   | Аддис-Абеба          | Ефіопія      | 1 – 4     | Гвінея       | Відбір до Кубка африканських націй 2012     | 1    |          |
| 10-10-2010 | Конакрі              | Гвінея       | 1 – 0     | Нігерія      | Відбір до Кубка африканських націй 2012     | -    |          |
| 17-11-2010 | Сен-Гратьян          | Гвінея       | 1 – 2     | Буркіна-Фасо | товариський матч                            | 1    |          |
| 9-2-2011   | Дакар                | Сенегал      | 3 – 0     | Гвінея       | товариський матч                            | -    |          |
| 27-3-2011  | Антананаріву         | Мадагаскар   | 1 – 1     | Гвінея       | Відбір до Кубка африканських націй 2012     | -    |          |
| 11-11-2011 | Мант-ла-Віль         | Гвінея       | 1 – 4     | Сенегал      | товариський матч                            | -    |          |
| 15-11-2011 | Вірі-Шатійон         | Гвінея       | 1 – 1     | Буркіна-Фасо | товариський матч                            | -    |          |
| Усього     |                      | Матчів       | 19        |              | Голів                                       | 3    |          |